# گرگ وایز
گرگ وایز (انگلیسی: Greg Wise؛ زادهٔ ۱۵ مهٔ ۱۹۶۶) بازیگر اهل بریتانیا است.
از فیلم‌ها یا برنامه‌های تلویزیونی که وی در آن نقش داشته است، می‌توان به جانی اینگلیش، عقل و احساس، افی گری، مادام بوواری، سر به نیست کردن، میدان پنج ماه، آن‌سوی آینه و محاکمه و مجازات اشاره کرد.